# Campeonato Mundial de Snowboard de 2019 - Big air masculino
A prova do big air masculino do Campeonato Mundial de Snowboard de 2019 foi mascada para os dias 5 e 6 de fevereiro na cidade de Park City,  em Utah, nos Estados Unidos.  Devido às más condições climáticas, a competição foi cancelada.

## Lista de inscritos
53 atletas estavam inscritos para participar da prova. 

### Bateria 1
| Colocação | Bib | Nome                 | Nacionalidade  | Descida 1 | Descida 2 | Melhor | Notas |
| --------- | --- | -------------------- | -------------- | --------- | --------- | ------ | ----- |
|           | 1   | Judd Henkes          | Estados Unidos |           |           |        |       |
|           | 2   | Takeru Otsuka        | Japão          |           |           |        |       |
|           | 3   | Yuri Okubo           | Japão          |           |           |        |       |
|           | 4   | Clemens Millauer     | Áustria        |           |           |        |       |
|           | 5   | Sven Thorgren        | Suécia         |           |           |        |       |
|           | 6   | Sacha Moretti        | França         |           |           |        |       |
|           | 7   | Rene Rinnekangas     | Finlândia      |           |           |        |       |
|           | 8   | Jonas Bösiger        | Suíça          |           |           |        |       |
|           | 9   | Lyon Farrell         | Estados Unidos |           |           |        |       |
|           | 10  | Mons Røisland        | Noruega        |           |           |        |       |
|           | 11  | Yang Wenlong         | China          |           |           |        |       |
|           | 12  | Mikhail Matveev      | Rússia         |           |           |        |       |
|           | 13  | Casper Wolf          | Países Baixos  |           |           |        |       |
|           | 14  | Darcy Sharpe         | Canadá         |           |           |        |       |
|           | 15  | Rowan Coultas        | Grã-Bretanha   |           |           |        |       |
|           | 16  | Brolin Mawejje       | Uganda         |           |           |        |       |
|           | 17  | Nicola Liviero       | Itália         |           |           |        |       |
|           | 18  | Emil Zulian          | Itália         |           |           |        |       |
|           | 19  | Måns Hedberg         | Suécia         |           |           |        |       |
|           | 20  | Michael Ciccarelli   | Canadá         |           |           |        |       |
|           | 21  | Moritz Boll          | Suíça          |           |           |        |       |
|           | 22  | Mitchell Davern      | Nova Zelândia  |           |           |        |       |
|           | 23  | Bendik Gjerdalen     | Noruega        |           |           |        |       |
|           | 24  | Carlos Garcia Knight | Nova Zelândia  |           |           |        |       |
|           | 25  | Pedro Bidegain       | Argentina      |           |           |        |       |
|           | 26  | Vlad Khadarin        | Rússia         |           |           |        |       |
|           | 27  | Seppe Smits          | Bélgica        |           |           |        |       |
|           | 28  | Roope Tonteri        | Finlândia      |           |           |        |       |

### Bateria 2
| Colocação | Bib | Nome                   | Nacionalidade  | Descida 1 | Descida 2 | Melhor | Notas |
| --------- | --- | ---------------------- | -------------- | --------- | --------- | ------ | ----- |
|           | 1   | Red Gerard             | Estados Unidos |           |           |        |       |
|           | 2   | Hiroaki Kunitake       | Japão          |           |           |        |       |
|           | 3   | Chris Corning          | Estados Unidos |           |           |        |       |
|           | 4   | Moritz Thönen          | Suíça          |           |           |        |       |
|           | 5   | Niek van der Velden    | Países Baixos  |           |           |        |       |
|           | 6   | Mark McMorris          | Canadá         |           |           |        |       |
|           | 7   | Tyler Nicholson        | Canadá         |           |           |        |       |
|           | 8   | Ruki Tobita            | Japão          |           |           |        |       |
|           | 9   | Niklas Mattsson        | Suécia         |           |           |        |       |
|           | 10  | Alberto Maffei         | Itália         |           |           |        |       |
|           | 11  | Aleksi Nevakivi        | Finlândia      |           |           |        |       |
|           | 12  | Stef Vandeweyer        | Bélgica        |           |           |        |       |
|           | 13  | Emiliano Lauzi         | Itália         |           |           |        |       |
|           | 14  | Sebbe De Buck          | Bélgica        |           |           |        |       |
|           | 15  | Anthon Bosch           | África do Sul  |           |           |        |       |
|           | 16  | Kalle Järvilehto       | Finlândia      |           |           |        |       |
|           | 17  | Matt McCormick         | Grã-Bretanha   |           |           |        |       |
|           | 18  | Titouan Bartet         | França         |           |           |        |       |
|           | 19  | Petr Horák             | Chéquia        |           |           |        |       |
|           | 20  | Nicolas Huber          | Suíça          |           |           |        |       |
|           | 21  | Naj Mekinc             | Eslovênia      |           |           |        |       |
|           | 22  | Yannick Boudjelal      | Argélia        |           |           |        |       |
|           | 23  | Sebastien Konijnenberg | França         |           |           |        |       |
|           | 24  | Matthew Cox            | Austrália      |           |           |        |       |
|           | 25  | Markus Olimstad        | Noruega        |           |           |        |       |
|           | 26  | Iñaqui Irarrazaval     | Chile          |           |           |        |       |
|           | 27  | Matías Schmitt         | Argentina      |           |           |        |       |
|           | 28  | Stian Kleivdal         | Noruega        |           |           |        |       |

Legenda
| Recorde mundial       | Recorde mundial (World record)               |                       | Recorde africano                      | Recorde africano (African) |                                           | Q | Classificado por posição (Qualified) |
| Recorde do campeonato | Recorde do campeonato (Championship record)  | Recorde da América    | Recorde da América (Americas)         | q                          | Classificado por melhor tempo (Qualified) |   |                                      |
| Melhor marca do ano   | Melhor marca do ano (World leading)          | Recorde asiático      | Recorde asiático (Asian)              | DNS                        | Não largou (Did not start)                |   |                                      |
| Recorde nacional      | Recorde nacional (National record)           | Recorde europeu       | Recorde europeu (European)            | DNF                        | Não terminou (Did not finish)             |   |                                      |
| Recorde pessoal       | Recorde pessoal do atleta (Personal best)    | Recorde da Oceania    | Recorde da Oceania (Oceania)          | DSQ / DQ                   | Desclassificado (Disqualified)            |   |                                      |
| Recorde da temporada  | Recorde da temporada do atleta (Season best) | Recorde sul-americano | Recorde sul-americano (South America) | NM                         | Sem marca (No mark)                       |   |                                      |